# Kronprinzenkoog
Kronprinzenkoog er en by og kommune i det nordlige Tyskland, beliggende i Amt Marne-Nordsee i den sydvestlige del af Kreis Dithmarschen. Kreis Dithmarschen ligger i den sydvestlige del af delstaten Slesvig-Holsten.

## Geografi
Kommunens centrum er Mittelkoog, hvor der er skole, kirke, børnehave mm. Den nygotiske kirke er fra 1883. Mod nordvest grænser kommunen til Nordsøen.

### Nabokommuner
Nabokommuner er (med uret fra nord) kommunerne Barlt, Trennewurth, Helse, Marnerdeich, Neufeld, Neufelderkoog, Kaiser-Wilhelm-Koog og Friedrichskoog (alle i Kreis Dithmarschen).